# 行田公園 (滑川市)
行田公園（ぎょうでんこうえん）は富山県滑川市にある公園。
早月川扇状地の南側に位置している。公園名である『行田』は、古代から中世にかけて、京都祇園社の荘園の一部『祇園田』であったことに由来していると言われている。

## 概要
1959年（昭和34年）に、滑川市が中川沿いの森の自然を生かす形で公園化に着手し、1964年（昭和39年）3月21日に開設された。1974年（昭和49年）7月3日には、滑川市出身者からハナショウブ35種15,000株を寄贈されたことから、ハナショウブ園の整備を始めた。1984年（昭和59年）5月12日には都市計画が決定された
園内では約460種類、約350種類の生物が確認され、ハンノキやオニグルミなどの多様な植物が生えていて、6月にはホタルが舞う。2008年（平成20年）には、環境省認定の『平成の名水百選』に行田の沢清水が選ばれた。

## 自然
行田公園の森林は早月川の旧河道であった谷間上に約6.6ha存在し、湿性遷移過程の途上にある。園内は早月川の伏流水が各所から湧出し複数の小川や低湿な沢地を形成している。また、林内にはバイカモやキクザキイチゲ、ショウジョウバカマなど多様な草花が見られる。

## 主な施設
- 西菖蒲園
- 東菖蒲園
- 北菖蒲園
- 南菖蒲園
- すいれん池
- 行田の沢清水
- グラウンド
- 遊園地（1965年7月1日設置[6]）
- SL
- ゲートボール場
- ウォーキングコース
- 社会福祉センター

## 交通
- あいの風とやま鉄道線滑川駅から徒歩約15分。
- 北陸自動車道滑川インターチェンジから車で約8分。
- 滑川コミュニティーバスは、蓑輪ルートの児童館前、行田公園口か、大日室山ルートの泉ヶ丘・児童館口で降車。